# چونان (کره جنوبی)
شهر چونان (به کره‌ای: 천안) (به انگلیسی: Cheonan) با جمعیت  ۵۲۱٫۸۸۷  نفر در ایالت  چونگچئونگنام-دو در کشور کره‌جنوبی واقع شده‌است.